# Frère Vaudou
Pour les articles homonymes, voir Frère et Vaudou.
Jericho Drumm, alias Frère Vaudou (« Brother Voodoo » en VO) est un super-héros évoluant dans l'univers Marvel de la maison d'édition Marvel Comics. Créé par les scénaristes Stan Lee et Len Wein et le dessinateur John Romita, Sr., le personnage de fiction apparait pour la première fois dans le comic book Strange Tales #169 en septembre 1973.
Lorsque Frère Vaudou acquiert le pouvoir du Docteur Strange, il le remplace et devient Docteur Vaudou (« Doctor Voodoo » en VO), le « Sorcier suprême ».

## Biographie du personnage

### Origines
Après avoir passé douze années aux États-Unis, le psychologue Jericho Drumm revient vivre à Haïti. Son frère, Daniel, était en train de mourir d'une maladie, maudit par un bokor rival. Avant de mourir, Daniel envoie Jericho chez Papa Jambo, le houngan qui lui avait enseigné les arts occultes.
Après quelques semaines d'initiation, Papa Jambo lance un sortilège qui lie l'âme de Daniel à celle de Jericho, rendant Jericho encore plus puissant que son maître Papa Jambo. Ce dernier meurt de vieillesse quelque temps plus tard. Pour faire honneur aux deux disparus, Jericho devient Frère Vaudou, le houngan suprême de Haïti. Il démantèle par la suite un culte lié au dieu Set.
Il est ensuite opposé à des sorciers de l'AIM qui cherchaient à créer des soldats zombies, puis à des vampires. Il reçoit l'aide de Docteur Strange et de Morbius.
Il ramène ensuite à la vie Iron Fist qui s'était sacrifié pour sauver Luke Cage. Il assiste aussi la Panthère Noire et Moon Knight.
Par la suite, il s'installe à La Nouvelle-Orléans et aide Gambit à vaincre une armée de morts-vivants. Il s'allie aussi à Blade, le tueur de vampires.

### Civil War
Lors du crossover Civil War, Frère Vaudou se range du côté pro-Registration Act et est assigné pour localiser les héros renégats. Face à la magie du Docteur Strange, il échoue (sans le savoir).
C'est pourtant Strange qui le choisit comme héritier du titre de « Sorcier Suprême », alors que The Hood se mettait à la recherche de ses artéfacts, sur ordre de Dormammu.

## Pouvoirs et capacités
Frère Vaudou est le Houngan suprême (chef spirituel de la religion vaudou), un maître de la magie vaudou. Il peut parler avec les Loas (esprits) et leur demander leur aide ; cependant, il ne peut pas leur donner d'ordres. À la différence de sorciers maléfiques, il utilise la magie blanche.
- Quand il se met en transe, le corps de Frère Vaudou devient insensible à la chaleur. Il peut contrôler le feu mais pas le créer.
- Il utilise des sorts de dissimulation qui créent des brumes mystiques ou des sorts auditifs. Le bruit des tambours fantômes désoriente ses adversaires.
- Il possède une forme d'hypnotisme qu'il peut utiliser sur des êtres intelligents, mais avec une faible puissance.
- À plusieurs occasions, il a appelé l'esprit de son frère Daniel qui lui apporte sa force physique (il peut alors soulever 250 kg)[1]. Il peut aussi envoyer l'esprit de son frère posséder le corps d'un autre individu et, ainsi, lui en faire prendre le contrôle[1].
- Il se sert d'un médaillon pour focaliser son pouvoir mystique. On l'a aussi vu employer des poupées vaudou.

## Publications du personnage
- Black Panther (vol. 2) #15, 17-22
- Cable & Deadpool
- Gambit
- Daredevil #311
- Doctor Strange (vol. 2) #48
- Ghost Rider (vol. 3) #82-85
- Heroes for Hire #13
- Marc Spector: Moon Knight #6-7
- Marvel Super-Heroes (vol. 3) #1
- Marvel Super Hero Contest of Champions #1-3
- Marvel Team-Up #24
- Marvel Two-in-One #41 (juillet 1978)
- Morbius, the Living Vampire #29
- Tales of the Zombie #2, 6, 10
- Tomb of Dracula #34-37
- Werewolf by Night #38-41
- New Avengers #29
- Doctor Voodoo: Avenger Of The Supernatural #1-5, (2009-2010) de Rick Remender & Jefte Palo